# Scorpaenodes africanus
Scorpaenodes africanus és una espècie de peix pertanyent a la família dels escorpènids.

## Descripció
- Fa 90 cm de llargària màxima.[5][6]

## Hàbitat
És un peix marí, demersal i de clima tropical.

## Distribució geogràfica
Es troba a l'Atlàntic oriental: Senegal i l'illa de Pagalu (Guinea Equatorial).

## Observacions
És inofensiu per als humans.